# Thomas Allard
Sven Tomas Allard (tidigare Andersson), född 15 juni 1954 i Säby församling, Jönköpings län, är en svensk civilingenjör och ämbetsman. Han var under perioden 1 april 2010 till 18 april 2013 generaldirektör för Luftfartsverket. 
Allard har en civilingenjörsexamen inom teknisk fysik från Linköpings universitet. Han har tidigare innehaft en rad chefspositioner inom Saab AB, både på flyg- och robotsidan, och var 2004–2010 chef för Luftfartsverkets flygtrafiktjänst. Han invaldes 2012 som ledamot av Ingenjörsvetenskapsakademien.